# هربرت ماشکه
هربرت ماشکه (به آلمانی: Herbert Maschke) بازیکن فوتبال و هافبک اهل آلمان شرقی بود که از سال ۱۹۵۹ میلادی عضو تیم ملی فوتبال آلمان شرقی بوده‌است. وی در ۷ بازی ملی حضور داشته و در بازی‌های ملی‌اش گلی به ثمر نرساند. هربرت ماشکه آخرین بازی ملی خود را در سال ۱۹۶۲ میلادی انجام داد.